# 天魔

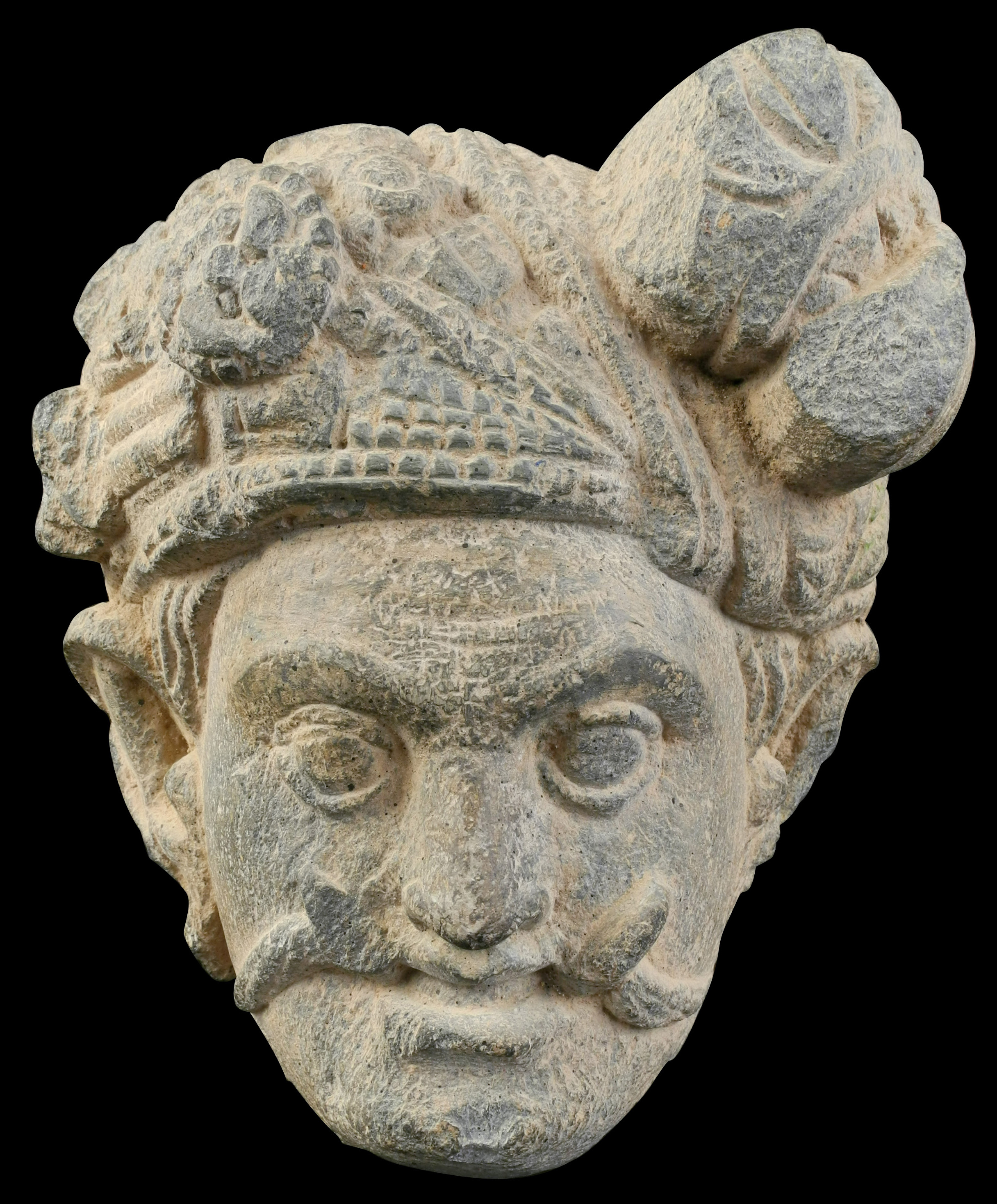
在斯瓦特縣出土的天魔雕像殘件（健馱邏風格）。

天魔，為天子魔的簡稱，梵文名為魔羅（梵語： Māra），佛教的四種魔之一，生活在他化自在天頂端的天人。他們的首領，名叫波旬，號稱第六天魔王。在佛教傳說中，天魔代表死亡、重生與欲望。在釋迦牟尼成道之前，他曾經企圖阻止釋迦牟尼佛修行証悟。向智長老把天魔形容為「對抗正覺力量的化身」。

## 傳說
佛經上說，魔王波旬害怕悉達多太子真正覺悟，想阻撓他圓成佛果，就派了三名魔女來誘惑太子：一名特利悉那（愛欲）、一名羅蒂（樂欲）、一名羅伽（貪慾）。她們盛裝嚴飾，凌波微步來到悉達多太子前殷勤獻媚。但太子深心寂定，對魔女淫蕩的挑逗視而不見，毫不動心，猶如蓮花出污泥而不染。魔女竭盡種種妖嬈之態淫媟之狀，太子訓誡她們道：「你們形態雖好，心不端正，好比精美的琉璃瓶滿盛糞穢，不自知恥，還敢來誑惑人嗎？」使魔女得見自身惡態，只見骷髏骨節，皮包筋纏，膿囊涕唾，魔女意念一轉，匍匐而遁。
魔王見魔女引誘沒有成功，十分震怒，他自恃神通，帶領眾魔軍、怪獸、毒蟲，帶上毒雷毒箭，來到悉達多太子座前，威脅說：「如果太子不立即回到皇宮去享受榮華富貴的生活，就讓太子粉身碎骨死在樹下。」悉達多太子專心修行思考，對魔王的威脅如同沒有聽見。魔王命眾魔刀刺箭發，太子身發淨光，眾魔盡跌皆仆，刀箭都不能挨近太子的身體。這時天空一聲巨響，護法神來幫助太子，將魔鬼全部驅散。
佛教涅槃部經典《大悲經·商主品第二》指出，魔王波旬是要經過地獄道才得度的。（魔王波旬因為過去供養過辟支佛一缽飯的功德而成為六欲天之主，但他經常謗法、並樂於佛法被消滅。他的兒子商主卻是真誠的佛弟子）。佛陀在這裡懸記：商主將來會修成辟支佛，而魔王波旬將來天命終了，會直接墮入地獄，然後他沉痛懺悔才出地獄，後上升到忉利天，在天上修佛法而得度。

## 漫畫
- 神兵玄奇
- 神兵玄奇F
- 鬼太郎
- 孔雀王